# Camille Ayglon
Camille Ayglon-Saurina (Avignon, 21 de maio de 1985) é uma handebolista profissional francesa, medalhista olímpica.

## Carreira
Camille Ayglon fez parte do elenco medalha de prata na Rio 2016.